# Eduardo Escobar Marín
Eduardo Raúl Escobar Marín (Recoleta, 21 de marzo de 1960), es un diplomático chileno y actual embajador de Chile en Rusia. En su carrera diplomática se ha desempeñado en las embajadas de Chile en Argentina, Australia, Costa de Marfil, Estados Unidos y Ecuador; y también fue Cónsul de Chile en Canadá.

## Biografía
Nació en Santiago de Chile el 21 de marzo de 1960, hijo de Raúl Eduardo Escobar Carmona y Aurora Marín Herrera.
Estudió Licenciatura en Historia en la Universidad de Santiago y egresó de la Academia Diplomática de Chile en 1982.
Diplomático con 32 años de trayectoria en el Servicio Exterior de Chile, junto con haber ejercido diversos cargos en la Cancillería en Santiago, en el exterior se ha desempeñado en las embajadas de Chile en Argentina, Australia, Costa de Marfil, Estados Unidos y Ecuador; y también fue Cónsul de Chile en Canadá. Eduardo Escobar es actualmente Jefe de Gabinete del Subsecretario de Relaciones Exteriores.
En el año 2014, es designado embajador de Chile en Jordania, poco después que el Rey Abdalá recibió las cartas credenciales de ocho embajadores recién nombrados a Jordania en marzo.
En su vida personal, en un matrimonio el 6 de agosto de 2011, fue padrino de bodas de una novia (María Angélica Escobar Guzmán) junto con la señora María Angélica Guzmán Cremaschi, ya que la novia se casaba con Boris Platonoff Maldonado.